# Детройт (аеропорт)
Аеропорт Детро́йт Метропо́літен округу Вейн або Аеропорт Детро́йт Ме́тро (англ. Detroit Metropolitan Wayne County Airport, коди DTW, KDTW) — головний державний пасажирський міжнародний аеропорт міста Детройт, штату Мічиган (США). Крім штату Мічиган він обслуговує також прилеглий район Толедо, штат Огайо (76 км на південь) та південно-західну частину канадської провінції Онтаріо включно з містом Віндзор. Розташований в місті Ромулус на околиці Детройту. Станом на 2011 р. є наймодернішим аеропортом США площею 2 тис. 700 гектарів, в якого 6 злітно-посадкових смуг, 2 термінали із 145 воротами для посадки-висадки пасажирів та конференц-центр.

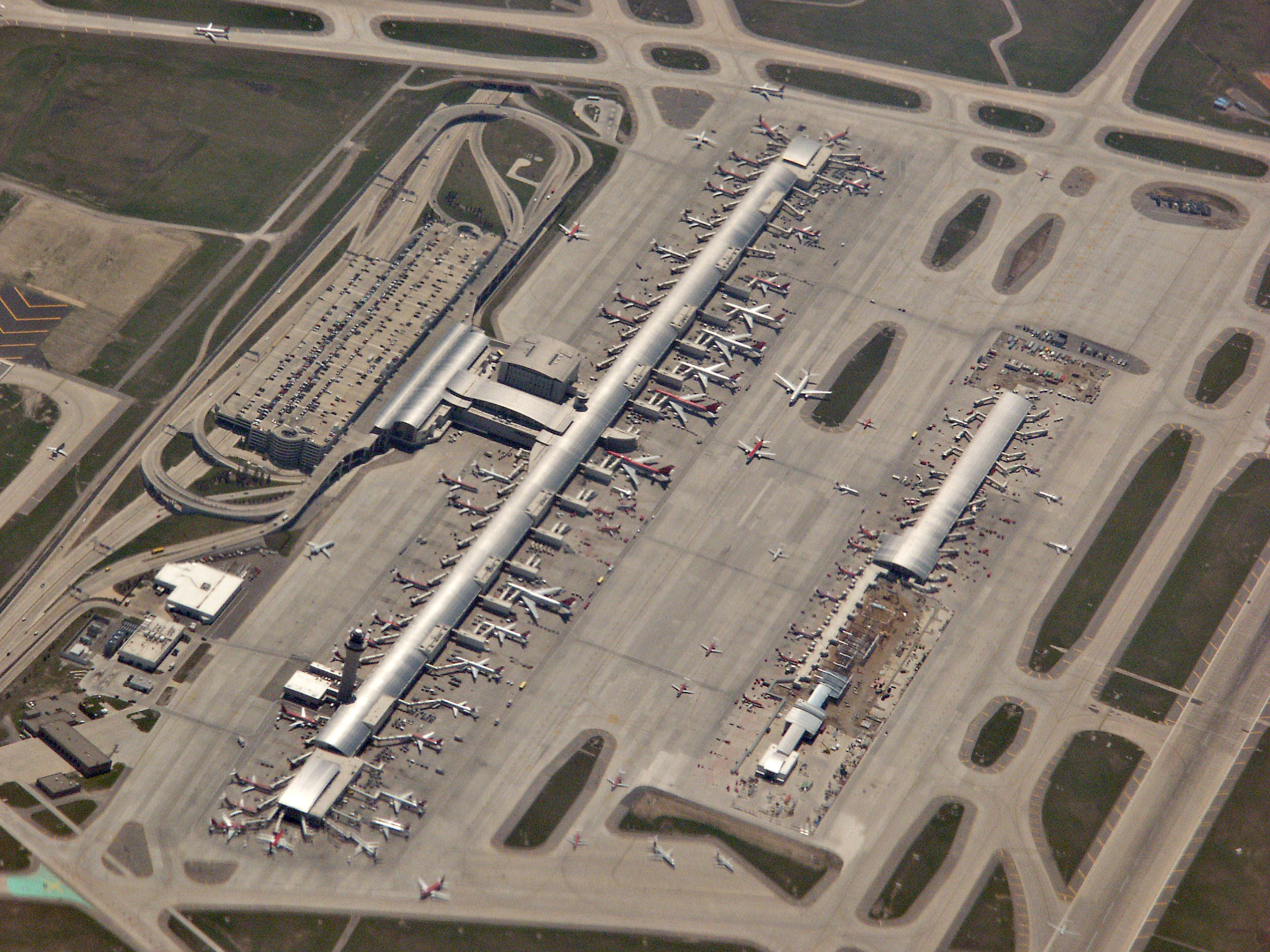
Вид з літака на термінал «Світові ворота МакНамара» в аеропорті Детройт Метро.

В 2010 р. аеропорт опинився на 16-му місці серед найзавантаженіших пасажирами аеропортів США, й на 24-му — у світі. За кількістю операцій «зліт-посадка» він багато років утримує лідерство в першій десятці американських аеропортів. Обслуговує понад 160 напрямків польотів. У 2010 р. за дослідженням J.D. Power & Associates був визнаний найкращим серед великих аеропортів США згідно з відгуками пасажирів.
Починаючи з 2009 р. аеропорт розпочав спілкуватися із пасажирами в соціальних мережах в інтернеті, таких як Твіттер, Facebook та YouTube.
Аеропорт є хабом для:
- Delta Air Lines
- Spirit Airlines

## Історія

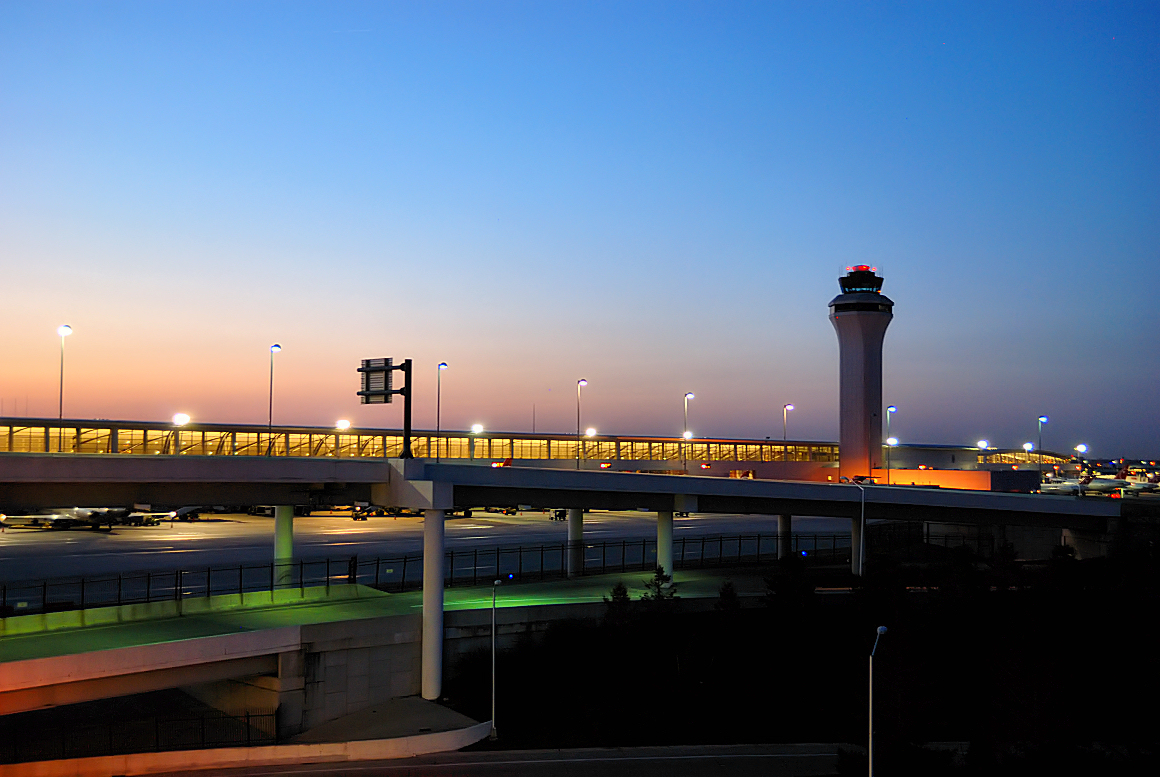
Аеропорт Детройт Метро

Влада округу Вейн почала планувати новий аеропорт у 1927 р. в західній частині округу. За рік власті придбали квадратну милю для аеропортових будівель на розі автострад Міддлбелт та Уїк, у північно східній частині нинішнього аеропорту. Спорудження аеропорту завершилося у 1929 р. і 22 лютого 1930 р. там приземлився перший літак. Того ж року Thompson Aeronautical Corporation, головний акціонер авіакомпанії American Airlines розпочала рейси із цього аеропорту. Із 1931 по 1945 рр. там також розміщувалася національна гвардія Мічигану військово-повітряних сил США. Тому під час Другої світової війни аеропорт називали ще й «Армійським летовищем Ромулус».
Між 1947 та 1950 рр. влада округу розширила малий аеропорт, щоб зробити з нього центральні повітряні ворота штату. У 1947 р. його перейменували в «Головний аеропорт Детройт-Уейн», а його площа збільшилась утричі разом із трьома новими злітно-посадковими смугами. В ті роки основний пасажирський потік перейшов із аеропорту «Детройт Сіті» (нині Міжнародний аеропорт ім. Колмана Янга - англ. Coleman Young International Airport) на північному сході Детройту до більшого аеропорту Уіллоу Ран (англ. Willow Run Airport) за 32 км на захід від міста.
У 1950-ті роки в «Головному аеропорті Детройт-Уейн» розпочали польоти авіакомпанії Pan Am та BOAC. Визначальним же для долі аеропорту став 1956 рік, коли авіакомпанія American Airlines погодилася до жовтня 1958 р. перенести до нього свої операції. За нею послідували і 4 інші авіаперевізники. Того року Громадська авіаційна адміністрація США (нині Федеральне авіаційне агентство) включило аеропорт до першої групи аеропортів, які будуть обладнані новим далекосяжними радарами, зробивши його таким чином першим сертифікованим внутрішнім аеропортом для прийому турбореактивних літаків. Також у 1958 р. завершилося спорудження південного терміналу L.C. Smith (якого нині вже немає) і аеропорт дістав нинішню назву.
Протягом наступного десятиліття пасажирський потік, що лишався в «Уіллоу Ран», поступово перемістився до «Детройт Метрополітен Уейн», й у 1966 р. відкрився північний термінал (згодом названий Термінал Даві). Міжнародні перевезення, обсяги яких зростали, викликали появу в 1974 р. третього міжнародного терміналу ім. Майкла Беррі. У 1987 р. з цього аеропорту розпочалися транс-тихоокеанські безпосадкові перельоти до Токіо, Японія.

## Термінали
Аеропорт є другим за значенням «хабом» для американської авіакомпанії «Дельта» (англ. Delta Air Lines). Вона має там власний термінал А, який зветься «Світові ворота МакНамара» чи просто МакНамара. Він є другим за довжиною аеропортовим терміналом у світі (1 км 600 метрів), поступаючись лише аналогічній споруді в Міжнародному аеропорті Кансай на японському острові Осака. «Світові ворота МакНамара» відкрилися у 2002 р., мають 122 воріт, й їхнє будівництво обійшлося у $1,200 млрд. Також аеропорт є головним «хабом» на Середньому Заході США для авіаальянсу SkyTeam.

## Авіалінії та пункти призначення

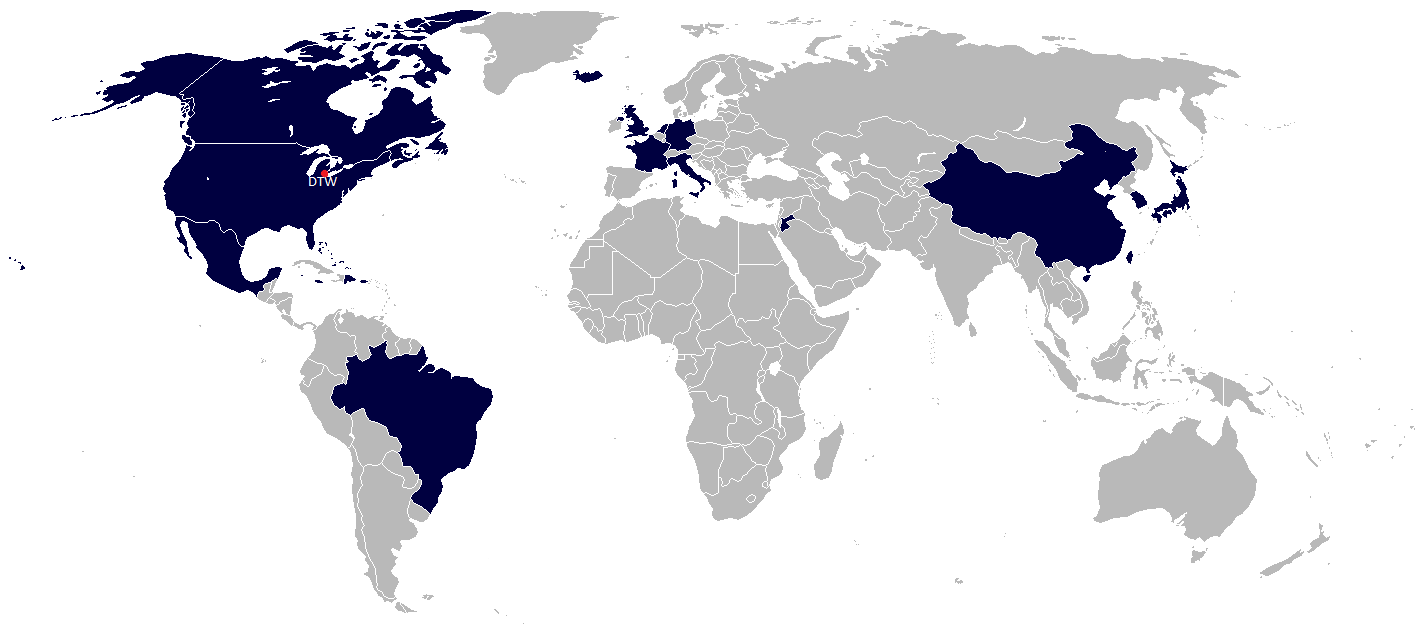
Країни, які обслуговують рейси до та з Детройту, включаючи сезонні та майбутні напрямки.

### Пасажирські
| Авіакомпанія         | Пункт призначення | Refs   |
| -------------------- | --- | ------ |
| Aeroméxico           | Мехіко | [ 9 ]  |
| Aeroméxico Connect   | Леон-Дель-Бахіо, Монтеррей, Керетаро | [ 9 ]  |
| Air Canada Express   | Торонто-Пірсон | [ 10 ] |
| Air France           | Париж-Шарль де Голль | [ 11 ] |
| Alaska Airlines      | Сіетл-Такома | [ 12 ] |
| American Airlines    | Шарлотт, Даллас-Форт-Верт, Маямі, Філадельфія, Фінікс-Скай-Харбор Сезонний: Чикаго-О'Хара | [ 13 ] |
| American Eagle       | Шарлотт, Чикаго-О'Хара, Нью-Йорк-Ла-Гуардія, Філадельфія, Вашингтон-Національний Сезонний: Маямі | [ 13 ] |
| Apple Vacations      | Сезонний чартер: Канкун | [ 14 ] |
| Delta Air Lines      | Амстердам, Атланта, Остін, Балтімор, Пекін-Столичний, Бостон, Буффало, Канкун, Шарлотт, Чикаго-О'Хара, Клівленд, Даллас-Форт-Верт, Денвер, Форт-Лодердейл, Форт-Маєрс, Франкфурт, Гранд-Репідс, Гартфорд, Індіанаполіс, Канзас-Сіті, Лас-Вегас, Лондон-Хітроу, Лос-Анджелес, Медісон, Мемфіс, Мехіко, Маямі, Мілкуокі, Міннеаполіс-Сент-Пол, Монтего-Бей, Монтеррей, Нагоя, Нашвілл, Новий Орлеан, Нью-Йорк-імені Дж. Кеннеді, Нью-Йорк-Ла-Гуардія, Ньюарк, Округ Орендж (Каліфорнія), Орландо, Париж-Шарль-де-Голль, Філадельфія, Піттсбург, Фінікс-Скай-Харбор, Портленд, Провіденс, Релей-Дургам, Сент-Луїс, Солт-Лейк-Сіті, Сан-Антоніо, Сан-Дієго, Сан-Хосе (Каліфорнія), Сан-Франциско, Сан-Паулу-Гуарульюс, Сіетл-Такома, Сеул-Інчхон, Шанхай-Пудун, Тампа, Токіо-Наріта, Вашингтон-Національний, Вест-Палм-Біч Сезонний: Олбані, Чикаго-Мідуей, Цинциннаті, Козумел, Гранд-Кайман, Грін-Бей, Грінвілль-Спартанбург, Гонолулу (відновиться 29 червня 2019), Х'юстон-Інтерконтінентал, Джексонвілль, Мюнхен, Нассау, Омаха, Портленд, Пуерто-Валларта, Пунта-Кана, Рочестер (Нью-Йорк), Рим-Фіуміччіно, Сан-Хосе-дель-Кабо, Сарасота, Саус-Бенд, Сайрак'юз, Торонто-Пірсон, Траверс-Сіті, Ванкувер                          | [ 17 ] |
| Delta Connection     | Акрон-Кентон (закінчується 26 листопада 2018), Олбані, Еллентаун, Алпена, Епплтон, Бінгемтон, Бірмінгем (Алабама), Буффало, Барлінгтон (Вермонт), Седар-Репідс-Айова-Сіті, Чарлстон (Південна Кароліна), Чаттануга, Чикаго-Мідуей, Цинциннаті, Клівленд, Колумбус-Гленн, Даллас-Форт-Верт, Дайтон, Де-Муан, Ельміра-Корнінг, Ері, Есканаба, Евансвілль, Форт-Уейн, Гранд-Репідс, Грін-Бей, Грінсборо, Грінвілль-Спартанбург, Гаррісбург, Х'юстон-Інтерконтінентал, Гантсвілль, Індіанаполіс, Айрон-Маунтін, Ітака, Джексонвілль (Флорида), Каламазу, Ноксвілль, Ла-Крус (починається 2 березня 2019), Лансінг, Лексінгтон, Луїсвілл, Медісон, Манчестер (Нью-Гемпшир), Маркетт, Мемфіс, Мілвокі, Молайн-Квад-Сітіс, Монреаль-Трюдо, Мозіні, Новий Орлеан, Нью-Йорк-Дж. Кеннеді, Ньюарк, Ньюбург, Норфолк, Оклагома-Сіті, Омаха, Оттава, Пеллстон, Пеорія (закінчується 26 листопада 2018), Піттсбург, Портленд (Меріленд), Річмонд, Рочестер (Нью-Йорк), Сагінау, Сент-Луїс, Сан-Антоніо, Су-Сент-Марі (Мічиган), Саус-Бенд, Стейт-Колледж, Сайрак'юз, Торонто-Пірсон, Траверс-Сіті, Вашингтон-Даллес, Вайт-Плейнс, Уїлкс-Барр-Скрентон Сезонний: Шарлотт, Чикаго-О'Хара, Літтл-Рок, Майртл-Біч, Провіденс, Ралей-Дургам, Саванна | [ 17 ] |
| Frontier Airlines    | Орландо Сезонний: Остін, Денвер, Форт-Маєрс, Ралей-Дургам, Трентон | [ 20 ] |
| JetBlue Airways      | Бостон, Форт-Лодердейл (закінчується 7 січня 2019) |        |
| Lufthansa            | Франкфурт | [ 22 ] |
| Royal Jordanian      | Амман-Королеви Алії1 | [ 23 ] |
| Southwest Airlines   | Атланта, Балтімор, Чикаго-Мідуей, Даллас-Лав, Денвер, Лас-Вегас, Нашвілл, Фінікс-Скай-Харбор, Сент-Луїс Сезонний: Орландо, Тампа | [ 24 ] |
| Spirit Airlines      | Атланта, Балтімор, Канкун, Даллас-Форт-Верт, Денвер, Форт-Лодердейл, Форт-Маєрс, Х'юстон-Інтерконтінентал, Джексонвілл (Флорида) (починається 20 грудня 2018), Канзас-Сіті, Лас-Вегас, Лос-Анджелес, Міннеаполіс-Сент-Пол, Новий Орлеан, Нью-Йорк-Ла-Гуардія, Орландо, Тампа Сезонний: Бостон, Монтего-Бей (починається 20 грудня 2018), Майртл-Біч, Окленд, Філадельфія, Сан-Дієго, Сіетл-Такома, Уест-Палм-Біч (починається 21 грудня 2018) | [ 28 ] |
| Sun Country Airlines | Чартер: Атлантік-Сіті, Галфпорт, Лафлін-Балхед-Сіті | [ 29 ] |
| United Airlines      | Денвер, Сан-Франциско Сезонний: Чикаго-О'Хара, Х'юстон-Інтерконтінентал, Ньюарк | [ 30 ] |
| United Express       | Чикаго-О'Хара, Денвер, Х'юстон-Інтерконтінентал, Ньюарк, Вашингтон-Даллес | [ 30 ] |
| Vacation Express     | Сезонний чартер: Козумел, Фріпорт, Монтего-Бей (починається 21 січня 2019), Пунта-Кана | [ 31 ] |
| WOW air              | Рейк'явік-Кеплафік | [ 32 ] |

### Вантажні
| Авіакомпанія  | Пункт призначення                                 |
| ------------- | ------------------------------------------------- |
| DHL Aviation  | Цинциннаті, Міннеаполіс-Сент-Пол                  |
| FedEx Express | Колумбус-Рікенбекер, Індіанаполіс, Мемфіс, Ньюарк |
| UPS Airlines  | Чикаго-Рокфорд, Луїсвілл, Філадельфія             |

## Летовище
Оригінальна злітно-посадкова смуга аеропорту була закрита після 1945 р., й нині її рештки слугують рульовими доріжками. В 1976 р. завершилося будівництво нової третьої паралельної злітно-посадкової смуги, у 1993 р. - четвертої, а остання із 6-ти смуг аеропорту була побудована у грудні 2011 р. спеціально для нового міжнародного терміналу «Світові ворота імені МакНамара».

## Катастрофи та інциденти
- 16 серпня 1987 під час злету розбився літак MD-82 рейсу 255 авіакомпанії Northwest Airlines[34], що прямував в м. Фінікс, штат Аризона та м. Санта-Ана, штат Каліфорнія. Загинули всі, хто був на борту, крім дівчинки Сесилії Січен, яка втратила в цій катастрофі батьків і брата. Розслідування виявило помилку пілотів, які перед розгоном не випустили закрилки, через що літаку не вистачило підйомної сили.[35]

- 3 грудня 1990 літак DC-9 рейсу 1482 авіакомпанії Northwest Airlines, що прямував у Піттсбург,[36] зіткнувся на злітній смузі з «Боїнг 727» тієї ж авіакомпанії. Як наслідок, загинули 7 пасажирів і бортпровідник.[37] Розслідування виявило помилку пілота.[38][39]
- 9 січня 1997 літак EMB-120 рейсу 3272 авіакомпанії Comair врізався в землю за 29 км від Детройту, прямуючи на посадку. Загинули всі 26 пасажирів і 3 члени екіпажу. Катастрофу спричинило невиконання екіпажем вимог щодо польотів в умовах обледеніння.[40]
- 25 грудня 2009 нігерієць Умар Фарук Абдулмуталлаб здійснив спробу привести в дію вибуховий пристрій на борту Airbus A330 рейсу 253, що наближався до Детройту з аеропорту Шипгол, Амстердам. Пристрій спрацював некоректно й зловмисник обпалив ноги. Ще троє пасажирів дістали поранення. За заявою Білого Дому, це була спроба теракту.[41]